# 天皇の退位等に関する皇室典範特例法
天皇の退位等に関する皇室典範特例法（てんのうのたいいとうにかんするこうしつてんぱんとくれいほう、平成29年6月16日法律第63号）は、第125代天皇明仁（在位∶1989年1月7日 - 2019年4月30日）の退位等に関する法律で、皇室典範に対する特例法である。
2017年（平成29年）6月9日に成立し、16日の公布とともに第1条並びに附則第1条第2項、附則第2条、附則第8条及び附則第9条の規定が施行。同年12月13日には同法の施行期日を定める政令（天皇の退位等に関する皇室典範特例法の施行期日を定める政令（平成29年政令第302号））が公布され、2019年（平成31年）4月30日に施行、翌2019年（令和元年）5月1日に附則第10条及び附則第11条の規定が施行され、完全施行された。
通称は、天皇退位特例法（てんのうたいいとくれいほう）・譲位特例法（じょういとくれいほう）・退位特例法（たいいとくれいほう）などがある。2022年（令和4年）現在に至るまで、同法以外に皇室典範と一体を成すような特例の法律は制定されてないことから、皇室典範特例法（こうしつてんぱんとくれいほう）と略称されることが多い。
内閣官房隷下の内閣総務官室と、皇室典範を所掌する宮内庁長官官房秘書課が共同で所管している。

## 概要
「天皇の終身在位」を前提にしている皇室典範では認められていない「天皇の退位」を、第125代天皇である明仁に限り認め、徳仁への譲位を可能にする為の法律である。同法は「皇室典範と一体を成す法律である」と同時に、「将来の先例にもなり得る法律」とされる。
明仁は、「2010年（平成22年）7月22日に住居である御所で行われた『参与会議』の席上で『退位（譲位）の意志』を初めて明かした」と伝えられている。その背景について、NHKは「昭和天皇の晩年のほとんど意識もない中での闘病生活や、母親の香淳皇后が晩年に認知症を患っていた時の状況などを実際にご覧になっていたことが大きく影響しているのではないか」としている。
日本で唯一、条文に最高敬語が用いられている法律である。

## 特例法制定までの経緯

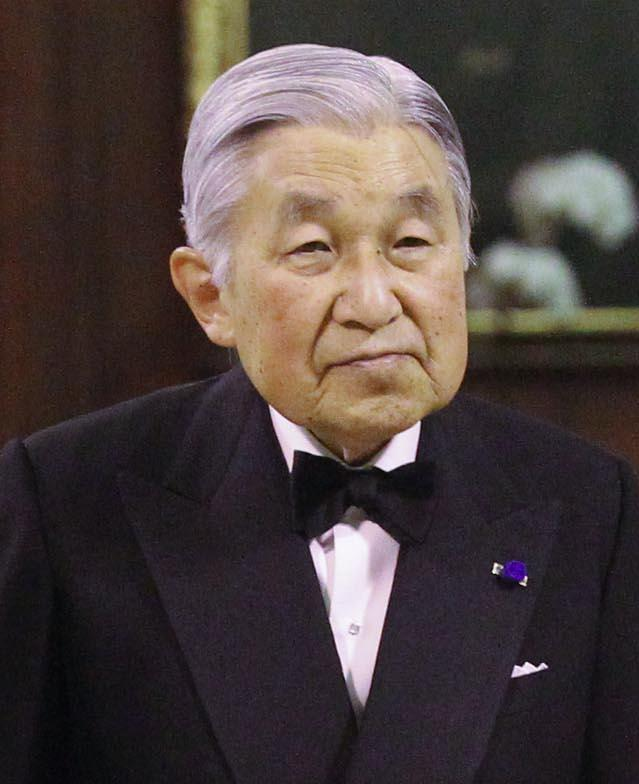
第125代天皇 明仁

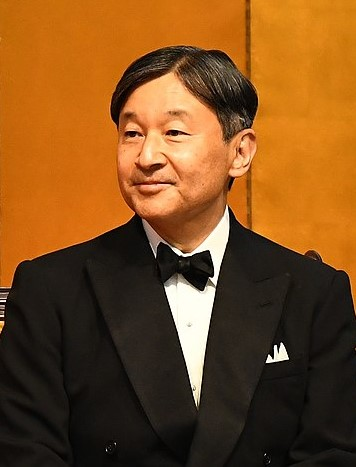
第126代天皇 徳仁

### NHKによる「生前退位」報道から「お気持ち」表明まで
2016年（平成28年）7月13日、NHK報道局社会部は総合テレビ（NHK G）で18時台に放送されている地域情報番組の中に字幕のニュース速報を差し込んだ。
この字幕速報で、「複数の宮内庁関係者によると陛下が引退を希望」とまず報じられた。

続いて同日19時から全国放送された『NHKニュース7』の冒頭で「天皇陛下が数年内に生前退位（自身の退位及び当時の皇太子徳仁親王への譲位）する意向を示していることが宮内庁関係者への取材で分かった」と報じられた。第8代長官風岡典之や第13代次長山本信一郎ら宮内庁高官は当初、「（報道されたようなことは）あり得ない」「事実とは異なる」などといったように否定していたが、明仁は8月8日に「『天皇は国政に関する権能を有さない』旨を規定した憲法上の制約により、具体的な制度についての言及は避ける」と前置きした上で、「生前退位の意向をにじませる内容」の「お気持ち」を表明した。

### 特例法の制定

#### 有識者会議や国会における議論
「象徴としてのお務めについての天皇陛下のおことば」による「お気持ち表明」を受けて、内閣官房に天皇の公務の負担軽減等に関する有識者会議が設置され、14回にわたる同会議の開催で有識者へのヒアリングなどの議論が行われた。
第125代天皇明仁の退位を可能とする特例法を整備するとした国会の考えを前提に同会議は2017年4月21日に退位後の天皇の称号を「上皇（じょうこう）」、退位した天皇の后を「上皇后（じょうこうごう）」とし、いずれも敬称は退位前の在位中と同様に「陛下（へいか）」とし、宮内庁に新たな組織として、「上皇職」と「皇嗣職」を新設することなどを適当とする最終報告を行った。
特例法の制定に当たっては、「天皇の地位は主権者である国民の総意に基づく」という憲法第1条の規定との兼ね合いから、国会に議席を有する各政党の代表者による会議での事前協議の結果も反映させた法律として制定される運びとなった。国会による事前協議や有識者会議の報告を受けて政府は法案を作成して国会に提出した。

#### 法案審議
法案は2017年（平成29年）5月19日の定例閣議で決定され、同日付けで第193回国会に提出され、6月1日に衆議院議院運営委員会で趣旨説明、審議、採決がされ、翌6月2日に衆議院本会議で賛成多数で可決された。参議院では特別委員会として設置された「天皇の退位等に関する皇室典範特例法案特別委員会」において、6月7日に趣旨説明、審議、採決がされ、6月9日に参議院本会議で全会一致で可決・成立し、6月16日に公布された。衆議院本会議では無所属議員3名が起立せず反対。参議院本会議では全会一致での賛成となったが、自由党は皇室典範の本則の改正によって対応すべきとして採決前に退席しボタン式投票を棄権した。
なお、法案の採決にあたっては、「政府は女性宮家の創設など安定的な皇位継承のための諸課題について、皇族減少の事情も踏まえて検討を行い、速やかに国会に報告する」とした附帯決議がなされた。
これに関連して立憲民主党は党内に検討会を設置し、女性宮家の創設、女性や女系の皇族に対する皇位継承資格の拡大、天皇の退位を特例法ではなく恒久的な制度にすることなど、具体的な検討を行っている。

## 特例法の成立後
特例法の成立後は、退位の日程や「御代替わり（おだいがわり/みよがわり）」、平成に代わる新元号の選定などの諸準備が進められた。
このうち、退位の日程即ち特例法の施行日については、第48回衆議院議員総選挙後の2017年（平成29年）12月1日に開催された皇室会議 で、「2019年（平成31年）4月30日」とする意見集約が行われ、同年12月8日の第4次安倍内閣の定例閣議で施行期日を規定する政令案が閣議決定された。
当初は「2019年3月31日退位・4月1日即位」の日程も提案されていたが、同年4月には第19回統一地方選挙が実施されるため、「選挙後の静かな環境で皇位継承を行うべき」との意見から回避された。
この政令は同年12月13日の官報第7163号で公布された。
また、2018年（平成30年）3月6日の第4次安倍内閣の定例閣議で、法施行日の2019年4月30日に挙行される「退位の礼」に法的根拠を付与することなどを盛り込んだ天皇の退位等に関する皇室典範特例法施行令が閣議決定された。政令は2018年（平成30年）3月9日の官報第7219号により公布された。
2019年（平成31年）4月1日の第4次安倍改造内閣の臨時閣議で、法施行日翌日の2019年5月1日に効力が発生する新元号への改元手続きと元号の読み方を定めた「元号を改める政令 (平成三十一年政令第百四十三号)」と元号の読み方に関する内閣告示が決定され、菅義偉内閣官房長官によって新元号が「令和（れいわ）」であると発表された。元号を改める政令は閣議決定当日の官報特別号外第9号により公布され、政令は特例法が施行された翌日となる5月1日に施行されることが定められた。この日の午前0時をもって元号が平成から令和に改められ、皇太子徳仁親王が第126代天皇に即位した。

## 特例法の主な内容
施行日関係は附則2条にて規定。
天皇誕生日を12月23日から2月23日に変更する。（附則10条）
上皇職および皇嗣職を新設する。皇嗣職が置かれている間は、東宮職を置かない。（附則11条）